# قسم أميرية الريفي (مقاطعة أراك)
قسم أمیریة الريفي (بالفارسية: دهستان امیریه) هي قسم تقع في إيران في قسم. يقدر عدد سكانها بـ 7,532 نسمة .